# Robin Grubert
Robin Grubert (* 17. Juni 1977 in Hamburg) ist ein deutscher Komponist, Sänger, Produzent und Songwriter.

## Leben und Wirken
Bereits im Jahr 2000 erschien Robins erstes Soloalbum Treibzeit. Der Erfolg blieb aus. Einen Namen machte sich Robin Grubert vor allem als Songwriter für unter anderem Keri Hilson, Martin Kesici, Cosmo Klein, Giovanni Zarrella und Sasha. Der 2003 veröffentlichte Kesici-Hit Angel of Berlin stammt aus seiner Feder und erreichte Platz 1 der deutschen Singlecharts. Ebenfalls beteiligt war er am Songwriting für die Top-10-Hits "Slowly", "Coming Home", "Lucky Day" und "Hide and Seek" von Sasha. 2009 schrieb und produzierte er den Hit "I Like" von US-Superstar Keri Hilson. Die Single stieg am 21. Dezember 2009 auf Platz eins der deutschen Singlecharts ein und ist Titelsong zum Film "Zweiohrküken" mit Til Schweiger.
Am 4. Juli 2005 erschien die Single Wasser der Gelassenheit. Die Veröffentlichung des Albums Schön ist langsam erfolgte am 4. Oktober 2005. Mit Tattoo wurde 2006 ein weiterer Titel als Promo-Single ausgekoppelt.
Im Oktober 2008 erreichte Gruberts Titel Wundervoll in einer Cover-Version von Giovanni Zarrella Platz 9 der deutschen Single-Charts. Die Originalversion ist sowohl auf der EP Sie ist nicht du als auch auf dem Album Schön ist langsam enthalten.
Am 1. Januar 2013 wurde der Tatort: Scheinwelten ausgestrahlt. Hier wurde der Song Heart Shaped Gun vorgestellt, den er mit der Sängerin Femme Schmidt eingesungen hatte.

## Diskografie

### Alben
| Jahr | Titel               | Höchstplatzierung, Gesamtwochen, AuszeichnungChartplatzierungen (Jahr, Titel, Platzierungen, Wochen, Auszeichnungen, Anmerkungen) | Höchstplatzierung, Gesamtwochen, AuszeichnungChartplatzierungen (Jahr, Titel, Platzierungen, Wochen, Auszeichnungen, Anmerkungen) | Höchstplatzierung, Gesamtwochen, AuszeichnungChartplatzierungen (Jahr, Titel, Platzierungen, Wochen, Auszeichnungen, Anmerkungen) | Anmerkungen |
| Jahr | Titel               | DE | AT | CH | Anmerkungen |
| ---- | ------------------- | --- | --- | --- | ----------- |
| 2000 | Ewig EP             | — | — | — |             |
| 2000 | Treibzeit           | — | — | — |             |
| 2004 | Sie ist nicht du EP | — | — | — |             |
| 2005 | Schön ist langsam   | — | — | — |             |

### Singles
| Jahr | Titel Album             | Höchstplatzierung, Gesamtwochen, AuszeichnungChartplatzierungen (Jahr, Titel, Album, Platzierungen, Wochen, Auszeichnungen, Anmerkungen) | Höchstplatzierung, Gesamtwochen, AuszeichnungChartplatzierungen (Jahr, Titel, Album, Platzierungen, Wochen, Auszeichnungen, Anmerkungen) | Höchstplatzierung, Gesamtwochen, AuszeichnungChartplatzierungen (Jahr, Titel, Album, Platzierungen, Wochen, Auszeichnungen, Anmerkungen) | Anmerkungen                 |
| Jahr | Titel Album             | DE | AT | CH | Anmerkungen                 |
| ---- | ----------------------- | --- | --- | --- | --------------------------- |
| 2000 | Ewig                    | — | — | — |                             |
| 2001 | Zeit der großen Liebe   | — | — | — | Promo Only                  |
| 2005 | Wasser der Gelassenheit | — | — | — |                             |
| 2006 | Tattoo                  | — | — | — | Promo Only                  |
| 2012 | Heart Shaped Gun        | DE37 (2 Wo.)DE | — | — | SCHMIDT feat. Robin Grubert |

## Autorenbeteiligungen
Charterfolge in den Singlecharts

| Jahr | Titel Album                                        | Höchstplatzierung, Gesamtwochen, AuszeichnungChartplatzierungen (Jahr, Titel, Album, Platzierungen, Wochen, Auszeichnungen, Anmerkungen) | Höchstplatzierung, Gesamtwochen, AuszeichnungChartplatzierungen (Jahr, Titel, Album, Platzierungen, Wochen, Auszeichnungen, Anmerkungen) | Höchstplatzierung, Gesamtwochen, AuszeichnungChartplatzierungen (Jahr, Titel, Album, Platzierungen, Wochen, Auszeichnungen, Anmerkungen) | Höchstplatzierung, Gesamtwochen, AuszeichnungChartplatzierungen (Jahr, Titel, Album, Platzierungen, Wochen, Auszeichnungen, Anmerkungen) | Anmerkungen             |
| Jahr | Titel Album                                        | DE | AT | CH | UK | Anmerkungen             |
| ---- | -------------------------------------------------- | --- | --- | --- | --- | ----------------------- |
| 2003 | Angel of Berlin EM KAY                             | DE1 (11 Wo.)DE | AT8 (10 Wo.)AT | CH11 (12 Wo.)CH | — | Martin Kesici           |
| 2006 | Slowly Open Water                                  | DE26 (9 Wo.)DE | AT16 (12 Wo.)AT | CH56 (11 Wo.)CH | — | Sasha                   |
| 2006 | Coming Home Greatest Hits                          | DE10 (13 Wo.)DE | AT24 (11 Wo.)AT | — | — | Sasha                   |
| 2007 | Lucky Day Greatest Hits                            | DE12 (17 Wo.)DE | AT18 (21 Wo.)AT | — | — | Sasha                   |
| 2007 | Hide and Seek Greatest Hits                        | DE8 (12 Wo.)DE | AT33 (14 Wo.)AT | CH63 (6 Wo.)CH | — | Sasha                   |
| 2009 | I Like In a Perfect World…                         | DE1 ×3Dreifachgold · (41 Wo.)DE | AT2 (24 Wo.)AT | CH5 (35 Wo.)CH | UK34 (9 Wo.)UK | Keri Hilson             |
| 2010 | Rodeo Real Love                                    | — | — | — | — | Sarah Connor            |
| 2011 | Paradiso Soundtrack für dieses Jahr                | — | — | — | — | Emma6                   |
| 2012 | Closer Grace                                       | DE64 (1 Wo.)DE | AT73 (2 Wo.)AT | — | — | Mandy Capristo          |
| 2013 | Liebe ist meine Rebellion Liebe ist meine Religion | DE4 Gold · (21 Wo.)DE | AT55 (8 Wo.)AT | CH75 (1 Wo.)CH | — | Frida Gold              |
| 2014 | Kartenhaus Lieder                                  | DE78 (1 Wo.)DE | — | — | — | Adel Tawil              |
| 2019 | Tu m’appelles Alles lebt                           | DE48 Gold · (13 Wo.)DE | — | CH30 (23 Wo.)CH | — | Adel Tawil feat. Peachy |

## Auszeichnungen
- 2023: Deutscher Musikautorenpreis in der Kategorie Komposition Rock/Pop[1]